# آوتیک ایساهاکیان
آوتیک ساهاکی ایساهاکیان (به ارمنی: Ավետիք Սահակի Իսահակյան) (زاده ۳۱ اکتبر [سبک قدیمی: ۱۹ اکتبر] ۱۸۷۵ – درگذشته ۱۷ اکتبر ۱۹۵۷) شاعر برجسته، نویسنده، فعال سیاسی و اجتماعی ارمنی بود.  وی عضو فرهنگستان ملی علوم ارمنستان نیز بود.

## زندگی

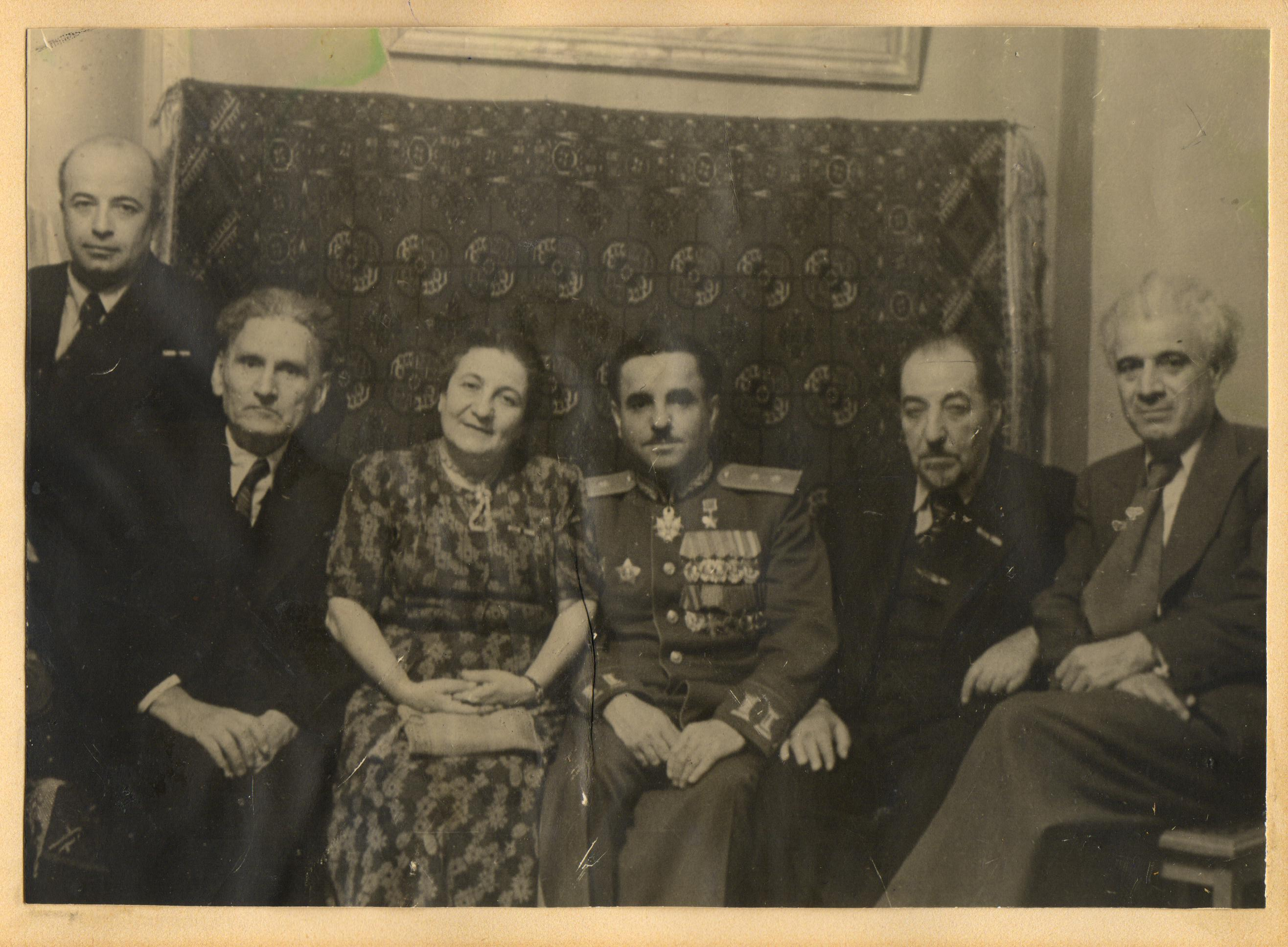

آوتیک ایساهاکیان، در روستای ایساهاکیان (قازاراپات سابق)، نزدیک گیومری در ارمنستان به دنیا آمد. در سال ۱۸۹۳م عازم اروپا شد و در دانشگاه‌های مختلف در رشته فلسفه و ادبیات به تحصیلات عالی پرداخت. در سال ۱۸۹۶م به جرم شرکت در جنبش آزادیخواهانه ملی مردم ارمنستان، توسط حاکمان روسیه تزاری او را محکوم به زندان و او را به اودسا تبعید کردند. از آن پس، زندگی او دور از وطن، در کشورها و شهرهای اروپایی، سپری شد. در سال ۱۹۰۸م پس از بازگشت از اروپا بار دیگر به اتفاق هوانس تومانیان دستگیر و به زندان مه تخ شهر تفلیس افکنده شد. آوتیک ایساهاکیان در روز ۱۷ اکتبر سال ۱۹۵۷ در شهر ایروان بدرود حیات گفت.

## جوایز و افتخارات
وی همچنین برنده جوایزی همچون جایزه استالین شده‌است.

## افکار و سبک شعری آوتیک ایساهاکیان
اشعار او تجسم گرایش‌ها و آرمان‌های مردمی و فلسفی و جهان بینی ارمنیان است. آثار منثور او نیز سرشار از همین روح و مایه است. در آثار او افسانه‌ها، حکایت‌ها و داستان‌های کهن بازتابی گسترده دارند و به زبان ساده و روان مردم نگاشته شده‌اند. شماری از اشعار او که بیانگر دردها و تأثرات مردم است، تبدیل به سرود و ترانه شده و سال‌ها پس از درگذشت شاعر همچنان بر زبان‌ها جاری اند.
ایساهاکیان در ۱۹۳۶ در جمهوری سوسیالیستی ارمنستان شوروی اقامت دایم گزید. او چنان مورد استقبال مردم قرار گرفت که حتی در سال‌های دهشتناک تصفیه‌های خونین نیز از تعرض حکومت برکنار ماند، گو اینکه قلم او نتوانست از تعرض در امان باشد. وی از ۱۹۴۶ تا پایان عمر، ریاست انجمن نویسندگان ارمنستان را برعهده داشت. در آثار او، مضمون‌های شرقی، به ویژه ایرانی، فراوان است. در این آثار در کنار گوته و هاینه، ابوالعلاء معری، حافظ، سعدی و خیام نیز حضور دارند. منظومهٔ ابوالعلاء معری از آثار بسیار مشهور اوست که در آن اعتراض شاعر نسبت به فشارها، نابرابری‌های اجتماعی، بی عدالتی‌ها و شرایطی که آزادی انسان‌ها را به بند می‌کشد، از زبان شاعر و فیلسوف عرب بازگو شده‌است.

## جوایز
- جایزه استالین (۱۹۴۶)

## شعری از آوتیک ایساهاکیان به نام (عشق ناکام)
| تو رؤیای از گل بافته                    |  | پر گشودی از قلب من، رفتی        |
| عشقم را ناکام رها کردی                  |  | و چو زخمی بر جا ماندی           |
| از آن شعله‌های سوزانم چه بر جا ماند؟     |  | قلبم اینک خون می‌بارد            |
| گل‌هایم را که به دستان بی رحمت پرپر کردی |  | اینک به بادشان برده!            |
| ابرها اشک می‌افشانند                     |  | بر گذرگاه ناامید و بی نورم      |
| تاریکی‌ها قلبم را می‌پوشانند              |  | و راهم را چو عشقم بازگشتی نیست… |

## شعری از آوتیک ایساهاکیان به نام (مرگ)
| ناپیدا و بی صدا                     |  | کاروانی شب و روز          |
| در گذر است                          |  | در گذر است…               |
| جهان را به سراسر درمی‌نوردد و می‌کوبد |  | غبار می‌کند و بر باد می‌دهد |
| و جاودانه در گذر است                |  | در گذر است…               |

## شعری از آوتیک ایساهاکیان به نام (اشک‌های نخستین عشق)
| آفتاب بهار با بوسه‌ها و نوازش‌های بی‌کران       |  | گل را و گیاه را فرا خواند به زندگی                      |
| بنفشه با چشمان آبی                           |  | معصوم و پاک و بی‌دریغ                                    |
| لبخند زد به همه                              |  | نسیم آمد و در گوش باکره اش زمزمه‌ها کرد و وزید و گذشت    |
| پروانه آمد و در آغوش نازنین او پرپر زد و رفت |  | بنفشه از پی آنان با چشم‌های نگران ماند و رویاهای فریبنده |
| و از چشمان بی آهویش فرو باریدند              |  | اشک‌های پاک نخستین عشق                                   |